# يعقوب المستمسك بالله
يعقوب أبو الصبر المستمسك بالله بن عبد العزيز أبي المعز المتوكل على الله الثاني، أحد خلفاء الدولة العباسية في القاهرة، تولى الحكم في (1497م - 903 هـ) وخُلع في (1516م - 921 هـ) وأعيد سنة 922 هـ لمدة عام بتفويض من إبنه محمد المتوكل على الله وتوفي سنة (1521م - 927هـ).